# 大同水库
大同水库位于中国湖北省黄冈市蕲春县，是以发电、灌溉为主，兼有发电、养殖等功能的大（二）型水库。